# Боровые (Псковская область)
Боровые — деревня на юге Куньинского района Псковской области России. Входит в состав Долговицкой волости.
Расположена на берегу реки Западная Двина (на границе с Тверской областью), в 74 км к юго-востоку от районного центра, посёлка Кунья и в 6 км к северо-востоку от волостного центра, деревни Долговица.

## Население
Численность населения деревни составляет 32 жителя (2000 год).

## История
До 2005 года деревня входила в состав ныне упразднённой Крестовской волости.